# Le Jour de ma mort
Pour plus de détails, voir Fiche technique et Distribution.
Le Jour de ma mort est un téléfilm franco-belge réalisé par Jérôme Cornuau et diffusé pour la première fois en Belgique le 25 février 2024 sur La Une et en France le 2 septembre 2024 sur France 2.
Ce thriller psychologique, qui est une adaptation libre du roman du même nom de Jacques Expert paru chez Sonatine Éditions en 2019 et qui s'est écoulé à près de 30 000 exemplaires, est une coproduction de Vema Production, de France Télévisions, de la société belge Les Gens (division francophone de la maison de production flamande De Mensen) et de la RTBF (télévision belge).

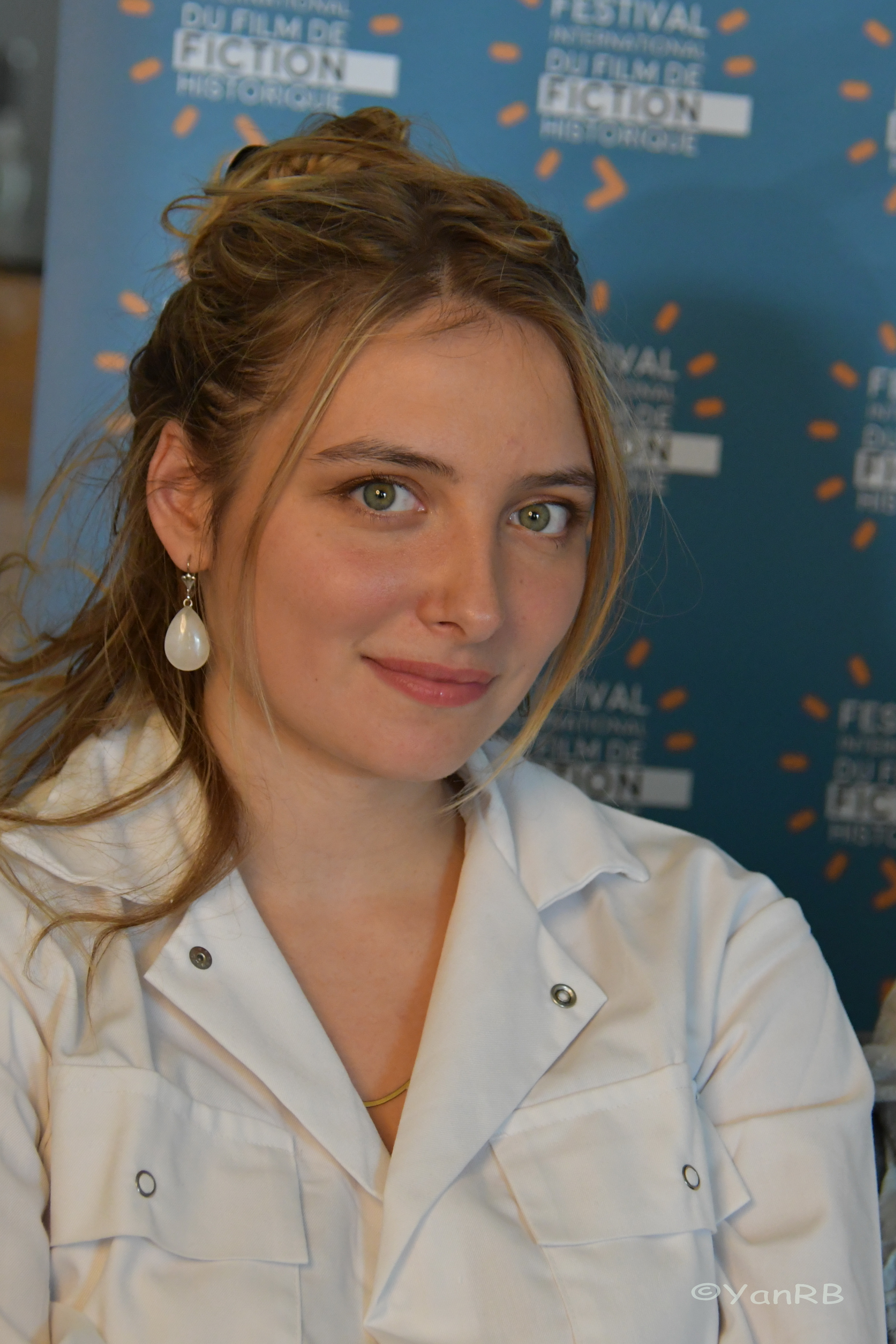
Lula Cotton-Frapier.

## Synopsis
Lisa, Héloïse et Audrey sont en séjour à Marrakech. Dans une ruelle de la médina, une diseuse de bonne aventure prédit à Héloïse qu'elle va se marier l'année prochaine, à Audrey qu'elle va décrocher un poste aux États-Unis et à Lisa que, le 15 août prochain, elle mourra dans la peur et la violence,.
Le vendredi 15 août, Paris est accablée par la canicule et désertée par ses habitants, partis au littoral chercher un peu de fraîcheur. Même Walter, le petit ami de Lisa, part en week-end pour rejoindre ses parents à la côte, mais Lisa ne peut pas quitter la ville car elle doit préparer sa soutenance de thèse, qui aura lieu en début de semaine. Elle reste seule dans son appartement parisien avec son chat Elvis pendant que les rues se vident, de même que son immeuble également.
Durant la journée, Lisa entend des bruits étranges dans l'immeuble, puis Héloïse lui annonce qu'elle va se marier et Audrey lui apprend qu'elle a décroché le fameux poste qu'elle convoitait à New York : les deux filles ne peuvent s'empêcher de rappeler à Lisa les prédictions de la voyante de Marrakech.
Mais l'inquiétude de Lisa se renforce lorsque la télévision révèle que la PJ enquête depuis des semaines sur un tueur en série qui tue chaque vendredi une jeune femme blonde, décapite son chat et pose la tête du chat sur le cadavre. Or ce 15 août est un vendredi, Lisa est blonde, elle possède un chat et elle entend de plus en plus de bruits inquiétants dans l'immeuble.

## Fiche technique
Sauf indication contraire, les informations mentionnées dans cette section peuvent être confirmées par les bases de données cinématographiques  présentes dans la section « Liens externes ».
- Titre français : Le Jour de ma mort
- Réalisation : Jérôme Cornuau[4],[5],[6],[7]
- Scénario : Johanne Rigoulot[4],[5],[6],[7], d'après le roman homonyme de Jacques Expert
- Musique : Thomas Couzinier et Frédéric Kooshmanian[6],[8],[9]
- Décors : Stéphane Makedonsky[3]
- Costumes : Sarah De Hita[3]
- Photographie : Reynald Capurro[3]
- Son : Frédéric Gendre
- Montage : Solal Cornuau[3] et Hugo Thouin
- Production : Véronique Marchat[6]
- Sociétés de production : Vema Production, France Télévisions, Les Gens et la RTBF[10]
- Pays de production :  France /  Belgique[10]
- Langue originale : français
- Format : couleur
- Genre : thriller psychologique[1]
- Durée : 106 minutes[5],[9]
- Dates de première diffusion :
  - Belgique : 25 février 2024 sur La Une[10],[9]
  - France : 2 septembre 2024 sur France 2[11]

## Distribution
Sauf indication contraire, les informations mentionnées dans cette section peuvent être confirmées par les bases de données cinématographiques  présentes dans la section « Liens externes ».
- Lula Cotton-Frapier : Lisa
- Mathieu Spinosi : Martin / Nicolas Ramberg
- Victor Meutelet : Walter, le copain de Lisa
- Frédéric Diefenthal : commandant Stanislas Coesens
- Naidra Ayadi : ex-commandante Laurence Petrucci
- Tassadit Mandi : la diseuse de bonne aventure
- Lola Felouzis : Héloïse
- Anaëlle Duguet : Audrey
- Mona Bérard-Zerbib : Marcella
- Isma Kébé : Nabil
- Rabah Nait Oufella : Nordine El Kader
- Émilie Gavois-Kahn : Jannie Del Sarte, la concierge de l'immeuble
- Anne-Valérie Payet : Selma
- Arthur Roumy : Romain
- Aleksandra Yermak : Pascale Ramberg
- Célia Diane : la légiste

## Production

### Genèse et développement
Ce thriller psychologique, qui est une adaptation libre du roman du même nom de Jacques Expert paru chez Sonatine Éditions en 2019 et qui s'est écoulé à près de 30 000 exemplaires, est une coproduction de Vema Production, de France Télévisions, de la société belge Les Gens (division francophone de la maison de production flamande De Mensen) et de la RTBF (télévision belge), réalisée avec la participation de TV5 Monde et de la Radio télévision suisse (RTS),.
Le scénario est écrit par Johanne Rigoulot, et la réalisation est assurée par Jérôme Cornuau,,,,.
L'auteur Jacques Expert a confié au micro de RTL avoir eu l'idée de ce polar « en lisant l'horoscope du Parisien » et il décrit son œuvre comme « une lente plongée dans la paranoïa ».
La production est assurée par Véronique Marchat pour Vema Production.

### Attribution des rôles
Le rôle principal est tenu par la jeune actrice franco-belge Lula Cotton-Frapier. À Ouest-France qui lui demande ce qui lui a donné envie d'accepter ce rôle, elle répond : « Le scénario était très intéressant, surtout le fait d'être en huis clos. Je joue presque toutes les scènes toute seule, j'ai très peu de partenaires de jeu. Il y a un côté galvanisant à gérer son propre rythme et jouer solo ou avec un chat, c'est très drôle. »
Jacques Expert, l'auteur du livre dont est tiré le téléfilm, interprète un petit rôle, celui du passant que Lisa croise quand elle court.

### Tournage
Le tournage se déroule du 25 septembre au 20 octobre 2023 à Paris et Marrakech,,.
L'acteur Frédéric Diefenthal raconte à Télé-Loisirs les conditions particulières du tournage de ce téléfilm rythmé par un angoissant compte à rebours contre la mort : « C'est un procédé peu utilisé à la télévision. Il l'est beaucoup plus au cinéma. Plus la journée avance et plus on approche des pires choses. Dans cette fiction, deux histoires se suivent en parallèle… D'ailleurs, le tournage s'est organisé en deux temps : dix jours pour les équipes de l'enquête, dix jours pour les scènes psychologiques. On est à la fois dans la tête de Stan, de la victime et du tueur ».
Lula Cotton-Frapier, de son côté, précise : « Le réalisateur nous a permis de travailler avant le tournage, ce qui n'est pas évident pour les téléfilms. On s'était beaucoup vus pour répéter. On a vite été proches avec l'équipe, il y a eu beaucoup de cohésion ».
Naidra Ayadi, qui tient le rôle de l'ex-commandante Laurence Petrucci, confie : « Ma première scène de tournage a été la confrontation finale avec le personnage de Mathieu Spinosi. C'était assez fort, il m'a bluffée, il m'a fait un peu flipper. C'est bien, ça met tout de suite dans le bain ».

## Accueil

### Diffusions et audience
En Belgique, le téléfilm, diffusé le 25 février 2024 sur La Une, est regardé par 261 125 téléspectateurs et se classe premier en termes d'audience.
En France, diffusé le 2 septembre 2024 sur France 2, le téléfilm est regardé par 2 920 000 téléspectateurs et se classe troisième en termes d'audience.

### Accueil critique
Jean-Christophe Nurbel, du site Bulles de culture, est plutôt conquis : « Jouant avec habileté de l'image et du son pour faire monter la tension, l'expérimenté réalisateur Jérôme Cornuau nous offre un triller haletant autour d'un compte à rebours angoissant. Petit bémol cependant sur la fin un poil trop rapide et le twist final un peu trop appuyé ».
Le journal Le Parisien souligne que « le suspense relativement bien tenu incite à aller au bout de ce thriller caniculaire ».
De son côté, le  magazine Télé 7 jours donne 3 étoiles au téléfilm : « Ce thriller à la française n'hésite pas à jouer de belle manière avec les codes du genre. Non seulement, il se révèle original et redoutablement efficace, mais il est en plus porté par une excellente distribution […]. Frissons et sueurs froides garantis ».